# 萨曼莎·阿瑟诺
萨曼莎·阿瑟诺（英語：Samantha Arsenault，1981年10月11日—），美国女子游泳运动员。她曾代表美国参加2000年夏季奥林匹克运动会游泳比赛，获得女子4×200米自由泳接力金牌。